# Дукуре, Ладжи
Ладжи Дукуре (фр. Ladji Doucouré, род. 28 марта 1983 года) — французский легкоатлет, который выступал на спринтерских дистанциях, в том числе в барьерном беге. Двукратный чемпион мира 2005 года на дистанции 110 метров с барьерами и в эстафете 4×100 метров. Двукратный чемпион Европы в помещении (2005 и 2009) на дистанции 60 м с барьерами. Участник Олимпийских игр 2004, 2008 и 2012 годов.
Родители спортсмена происходят из Мали и Сенегала. В детстве занимался футболом, но перелом берцовой кости в возрасте 12 лет заставил перейти его в лёгкую атлетику. До барьерного бега тренировался на десятиборье. В 1999 и 2000 годах становился чемпионом Франции среди юношей в беге на 60 метров, 110 метров с/б и 200 метров.
На Олимпиаде 2004 года в Афинах потерпел неудачу. Дукуре показал лучше время в предварительных забегах и полуфинале. В финальном забеге он бежал вторым перед последним барьером, но споткнулся о барьер и финишировал последним с результатом 13,76. 
В настоящее время владеет рекордами Франции в беге на 60 и 110 метров с барьерами. В 2005 году обладал лучшим временем в мире на дистанции 110 метров с/б. На Олимпийских играх в Пекине занял 4-е место с результатом 13,24, тем самым стал лучшим из европейцев. Сезон 2011 года был вынужден закончить в июле из-за травмы колена.
С 2007 по 2009 годы был женат на мисс Франции 2007 года Рашели Легрен-Трапани.

## Достижения
| Год  | Соревнование                    | Город     | Место | Дисциплина     | Время |
| ---- | ------------------------------- | --------- | ----- | -------------- | ----- |
| 1999 | Чемпионат мира среди юношей     | Быдгощ    | 1-е   | 110 м с/б      | 13,26 |
| 2000 | Чемпионат мира среди юниоров    | Сантьяго  | 3-е   | 110 м с/б      | 13,84 |
| 2003 | Чемпионат мира в помещении      | Бирмингем | 4-е   | 60 м с/б       | 7,58  |
| 2003 | Чемпионат Европы среди молодёжи | Быдгощ    | 1-е   | 110 м с/б      | 13,25 |
| 2004 | Олимпийские игры                | Афины     | 8-е   | 110 м с/б      | 13,76 |
| 2005 | Чемпионат Европы в помещении    | Мадрид    | 1-е   | 60 м с/б       | 7,50  |
| 2005 | Чемпионат мира                  | Хельсинки | 1-е   | 110 м с/б      | 13,07 |
| 2005 | Чемпионат мира                  | Хельсинки | 1-е   | Эстафета 4×100 | 38,08 |
| 2007 | Легкоатлетический финал         | Штутгарт  | 5-е   | 110 м с/б      | 13,27 |
| 2008 | Олимпийские игры                | Пекин     | 4-е   | 110 м с/б      | 13,24 |
| 2009 | Чемпионат Европы в помещении    | Турин     | 1-е   | 60 м с/б       | 7,55  |